# Gil Braltar
Gil Braltar es un cuento de carácter humorístico escrito por Julio Verne en 1887. Se realiza una crítica irónica al imperialismo inglés de su época, a sus ansias de conquista, racismo y a su política colonial.

## Sinopsis
Gil Braltar es un loco militar español que se oculta en grutas y cavernas viviendo a la intemperie. Su sueño es la reconquista de Gibraltar arrebatándosela a los ingleses, con ese fin lidera un ejército de monos, a quienes los lleva a una lucha por la reconquista del peñón del mismo nombre, el cual había pertenecido a los españoles y que recientemente había sido conquistado por los ingleses.